# Breathe (musikalbum av Faith Hill)
Breathe är ett musikalbum av den amerikanska countryartisten Faith Hill, utgivet 1999 på Warner Bros. Records. Albumet var Hills fjärde. De låtar på albumet som släpptes som  singlar var "Breathe", "The Way You Love Me", "Let's Make Love" och "If My Heart Had Wings".

## Låtlista
| Nr           | Titel                            | Längd |
| ------------ | -------------------------------- | ----- |
| 1.           | What's in It for Me              | 5:36  |
| 2.           | I Got My Baby                    | 3:31  |
| 3.           | Love Is a Sweet Thing            | 3:56  |
| 4.           | Breathe                          | 4:09  |
| 5.           | Let's Make Love (med Tim McGraw) | 4:11  |
| 6.           | It Will Be Me                    | 3:46  |
| 7.           | The Way You Love Me              | 3:06  |
| 8.           | If I'm Not in Love               | 4:02  |
| 9.           | Bringing Out The Elvis           | 3:34  |
| 10.          | If My Heart Had Wings            | 3:35  |
| 11.          | If I Should Fall Behind          | 4:32  |
| 12.          | That's How Love Moves            | 4:14  |
| 13.          | There Will Come a Day            | 4:15  |
| Total längd: | Total längd:                     | 52:27 |